# Franciaország az 1998. évi téli olimpiai játékokon
Franciaország a japán Naganóban megrendezett 1998. évi téli olimpiai játékok egyik részt vevő nemzete volt. Az országot az olimpián 12 sportágban 106 sportoló képviselte, akik összesen 8 érmet szereztek.

## Érmesek
| Érem  | Versenyző                                                 | Sportág          | Versenyszám      |
| ----- | --------------------------------------------------------- | ---------------- | ---------------- |
| Arany | Jean-Luc Crétier                                          | Alpesisí         | Férfi lesiklás   |
| Arany | Karine Ruby                                               | Snowboard        | Női giant slalom |
| Ezüst | Sébastien Foucras                                         | Síakrobatika     | Férfi ugrás      |
| Bronz | Florence Masnada                                          | Alpesisí         | Női lesiklás     |
| Bronz | Bruno Mingeon Emanuel Hostache Éric Le Chanony Max Robert | Bob              | Férfi négyes     |
| Bronz | Sylvain Guillaume Nicolas Bal Ludovic Roux Fabrice Guy    | Északi összetett | Csapat           |
| Bronz | Philippe Candeloro                                        | Műkorcsolya      | Férfi egyéni     |
| Bronz | Marina Anissina Gwendal Peizerat                          | Műkorcsolya      | Jégtánc          |

## Alpesisí
Férfi
| Versenyző             | Versenyszám            | 1. futam      | 1. futam      | 2. futam | 2. futam | Összesítés    | Összesítés    |
| Versenyző             | Versenyszám            | Idő           | Hely.         | Idő      | Hely.    | Idő           | Helyezés      |
| --------------------- | ---------------------- | ------------- | ------------- | -------- | -------- | ------------- | ------------- |
| Sébastien Amiez       | Műlesiklás             | 56,96         | 16.           | 55,23    | 6.       | 1:52,19       | 14.           |
| Pierrick Bourgeat     | Műlesiklás             | 56,28         | 7.            | 55,54    | 11.      | 1:51,82       | 10.           |
| Nicolas Burtin        | Lesiklás               |               |               |          |          | nem ért célba | nem ért célba |
| Nicolas Burtin        | Szuperóriás-műlesiklás |               |               |          |          | kizárták      | kizárták      |
| Joël Chenal           | Műlesiklás             | 56,68         | 14.           | 54,83    | 3.       | 1:51,51       | 8.            |
| Joël Chenal           | Óriás-műlesiklás       | 1:22,05       | 13.           | kizárták | kizárták | kiesett       | kiesett       |
| Jean-Luc Crétier      | Lesiklás               |               |               |          |          | 1:50,11       |               |
| Jean-Luc Crétier      | Szuperóriás-műlesiklás |               |               |          |          | 1:37,95       | 25.           |
| Adrien Duvillard, Jr. | Lesiklás               |               |               |          |          | nem ért célba | nem ért célba |
| Frédéric Marin-Cudraz | Szuperóriás-műlesiklás |               |               |          |          | nem ért célba | nem ért célba |
| Ian Piccard           | Óriás-műlesiklás       | 1:22,08       | 14.           | 1:19,02  | 9.       | 2:41,10       | 11.           |
| Christophe Saioni     | Óriás-műlesiklás       | 1:21,84       | 9.            | 1:19,40  | 12.      | 2:41,24       | 13.           |
| François Simond       | Műlesiklás             | nem ért célba | nem ért célba | kiesett  | kiesett  | kiesett       | kiesett       |

Női
| Versenyző              | Versenyszám            | 1. futam      | 1. futam      | 2. futam      | 2. futam      | Összesítés | Összesítés |
| Versenyző              | Versenyszám            | Idő           | Hely.         | Idő           | Hely.         | Idő        | Helyezés   |
| ---------------------- | ---------------------- | ------------- | ------------- | ------------- | ------------- | ---------- | ---------- |
| Régine Cavagnoud       | Lesiklás               |               |               |               |               | 1:29,72    | 7.         |
| Régine Cavagnoud       | Szuperóriás-műlesiklás |               |               |               |               | 1:18,91    | 16.        |
| Patricia Chauvet-Blanc | Műlesiklás             | nem ért célba | nem ért célba | kiesett       | kiesett       | kiesett    | kiesett    |
| Sophie Lefranc         | Óriás-műlesiklás       | 1:19,88       | 2.            | 1:33,39       | 8.            | 2:53,27    | 5.         |
| Carole Montillet       | Lesiklás               |               |               |               |               | 1:30,65    | 14.        |
| Carole Montillet       | Szuperóriás-műlesiklás |               |               |               |               | 1:18,88    | 14.*       |
| Florence Masnada       | Lesiklás               |               |               |               |               | 1:29,37    |            |
| Florence Masnada       | Szuperóriás-műlesiklás |               |               |               |               | 1:19,03    | 18.        |
| Laure Pequegnot        | Műlesiklás             | nem ért célba | nem ért célba | kiesett       | kiesett       | kiesett    | kiesett    |
| Leila Piccard          | Műlesiklás             | 46,25         | 6.            | nem ért célba | nem ért célba | kiesett    | kiesett    |
| Leila Piccard          | Óriás-műlesiklás       | nem ért célba | nem ért célba | kiesett       | kiesett       | kiesett    | kiesett    |
| Mélanie Suchet         | Lesiklás               |               |               |               |               | 1:29,48    | 4.         |
| Mélanie Suchet         | Szuperóriás-műlesiklás |               |               |               |               | 1:18,51    | 8.         |

| Versenyző        | Versenyszám | Lesiklás | Lesiklás | Műlesiklás | Műlesiklás | Műlesiklás | Műlesiklás | Műlesiklás | Műlesiklás | Összesítés | Összesítés |
| Versenyző        | Versenyszám | Lesiklás | Lesiklás | 1. futam   | 1. futam   | 2. futam   | 2. futam   | Össz.      | Össz.      | Összesítés | Összesítés |
| Versenyző        | Versenyszám | Idő      | Hely.    | Idő        | Hely.      | Idő        | Hely.      | Idő        | Hely.      | Idő        | Helyezés   |
| ---------------- | ----------- | -------- | -------- | ---------- | ---------- | ---------- | ---------- | ---------- | ---------- | ---------- | ---------- |
| Florence Masnada | Összetett   | 1:29,87  | 6.       | 37,21      | 6.         | 35,76      | 7.         | 1:12,97    | 8.         | 2:42,84    | 6.         |

* - egy másik versenyzővel azonos eredményt ért el

## Biatlon
Férfi
| Versenyző                                                             | Versenyszám      | Lövőhiba    | Időeredmény   | Helyezés      |
| --------------------------------------------------------------------- | ---------------- | ----------- | ------------- | ------------- |
| Thierry Dusserre                                                      | 10 km sprint     | 1 (1+0)     | 30:43,6       | 50.           |
| Thierry Dusserre                                                      | 20 km egyéni     | 1 (0+1+0+0) | 1:02:26,6     | 46.           |
| Andreas Heymann                                                       | 10 km sprint     | 2 (2+0)     | 33:06,9       | 69.           |
| Andreas Heymann                                                       | 20 km egyéni     | 6 (1+1+2+2) | 1:04:42,7     | 57.           |
| Raphaël Poirée                                                        | 10 km sprint     | 4 (4+ – )   | nem ért célba | nem ért célba |
| Raphaël Poirée                                                        | 20 km egyéni     | 2 (0+0+2+0) | 1:00:08,4     | 22.           |
| Julien Robert                                                         | 10 km sprint     | 0 (0+0)     | 32:52,4       | 67.           |
| Julien Robert                                                         | 20 km egyéni     | 1 (0+1+0+0) | 1:02:01,6     | 40.           |
| Andreas Heymann Raphaël Poirée Thierry Dusserre Patrice Bailly-Salins | 4 × 7,5 km váltó | 2+11        | 1:24:53,0     | 7.            |

Női
| Versenyző                                                                 | Versenyszám      | Lövőhiba    | Időeredmény | Helyezés |
| ------------------------------------------------------------------------- | ---------------- | ----------- | ----------- | -------- |
| Florence Baverel-Robert                                                   | 7,5 km sprint    | 1 (0+1)     | 25:39,6     | 43.      |
| Florence Baverel-Robert                                                   | 15 km egyéni     | 4 (0+0+1+3) | 1:09:42,8   | 63.      |
| Anne Briand                                                               | 7,5 km sprint    | 5 (3+2)     | 26:16,1     | 54.      |
| Anne Briand                                                               | 15 km egyéni     | 3 (0+0+0+3) | 58:13,1     | 20.      |
| Emmanuelle Claret                                                         | 7,5 km sprint    | 1 (0+1)     | 24:08,7     | 14.      |
| Christelle Gros                                                           | 15 km egyéni     | 7 (2+1+1+3) | 1:06:33,8   | 59.      |
| Corinne Niogret                                                           | 7,5 km sprint    | 2 (1+1)     | 24:54,7     | 25.      |
| Corinne Niogret                                                           | 15 km egyéni     | 1 (0+0+0+1) | 57:51,1     | 16.      |
| Christelle Gros Emmanuelle Claret Florence Baverel-Robert Corinne Niogret | 4 × 7,5 km váltó | 0+8         | 1:43:54,6   | 8.       |

## Bob
| Versenyző                                                  | Versenyszám | 1. futam | 1. futam | 2. futam | 2. futam | 3. futam | 3. futam | 4. futam | 4. futam | Összesítés | Összesítés |
| Versenyző                                                  | Versenyszám | Idő      | Hely.    | Idő      | Hely.    | Idő      | Hely.    | Idő      | Hely.    | Idő        | Helyezés   |
| ---------------------------------------------------------- | ----------- | -------- | -------- | -------- | -------- | -------- | -------- | -------- | -------- | ---------- | ---------- |
| Bruno Mingeon Emmanuel Hostache                            | Kettes      | 54,80    | 6.       | 54,65    | 7.       | 54,55    | 10.      | 54,62    | 10.      | 3:38,62    | 9.         |
| Éric Alard Éric Le Chanony                                 | Kettes      | 55,25    | 15.      | 54,75    | 11.      | 54,73    | 13.      | 54,58    | 9.       | 3:39,31    | 13.        |
| Bruno Mingeon Emmanuel Hostache Éric Le Chanony Max Robert | Négyes      | 53,13    | 8.*      | 53,30    | 3.       | 53,63    | 1.       |          |          | 2:40,06    | *          |

* - egy másik csapattal azonos eredményt ért el

## Északi összetett
| Versenyző                                              | Versenyszám | Síugrás | Síugrás | Síugrás    | Sífutás | Sífutás | Összesítés | Összesítés |
| Versenyző                                              | Versenyszám | Pont    | Hely.   | Időhátrány | Idő     | Hely.   | Idő        | Helyezés   |
| ------------------------------------------------------ | ----------- | ------- | ------- | ---------- | ------- | ------- | ---------- | ---------- |
| Nicolas Bal                                            | Egyéni      | 218,5   | 11.     | +2:15      | 40:31,8 | 5.      | 42:46,8    | 7.         |
| Sylvain Guillaume                                      | Egyéni      | 212,5   | 16.     | +2:51      | 40:51,5 | 9.      | 43:42,5    | 9.         |
| Fabrice Guy                                            | Egyéni      | 201,5   | 28.     | +3:57      | 42:46,3 | 30.     | 46:43,3    | 29.        |
| Ludovic Roux                                           | Egyéni      | 202,5   | 27.     | +3:51      | 43:01,2 | 32.     | 46:52,2    | 31.        |
| Sylvain Guillaume Nicolas Bal Ludovic Roux Fabrice Guy | Csapat      | 863,0   | 6.      | +1:11      | 54:42,4 | 3.      | 55:53,4    |            |

## Gyorskorcsolya
Férfi
| Versenyző     | Versenyszám | Eredmény | Helyezés |
| ------------- | ----------- | -------- | -------- |
| Cédric Kuentz | 1500 m      | 1:54,78  | 37.      |
| Cédric Kuentz | 5000 m      | 6:45,90  | 19.      |

## Jégkorong

### Férfi
| ?  | Cristobal Huet           | K |
| 29 | François Gravel          | K |
| 33 | Fabrice Lhenry           | K |
| 2  | Serge Djelloul           | V |
| 13 | Karl Dewolf              | V |
| 16 | Jean-Philippe Lemoine    | V |
| 24 | Denis Perez              | V |
| 27 | Serge Poudrier           | V |
| 34 | Jean-Christophe Filippin | V |
| 43 | Gregory Dubois           | V |
| 7  | Stéphane Barin           | T |
| 8  | Arnaud Briand            | T |
| 9  | Maurice Rozenthal        | T |
| 10 | Philippe Bozon           | T |
| 14 | Francois Rozenthal       | T |
| 15 | Pierre Allard            | T |
| 19 | Bob Ouellet              | T |
| 22 | Anthony Mortas           | T |
| 26 | Christian Pouget         | T |
| 28 | Roger Dubé               | T |
| 36 | Richard Aimonetto        | T |
| 40 | Laurent Gras             | T |
| 42 | Jonathan Zwickel         | T |

- Posztok rövidítései: K – Kapus, V – Védő, T – Támadó

#### Eredmények
Selejtező
B csoport
| Csapat           | M | Gy | D | V | G+ | G– | Gk  | P |
| ---------------- | - | -- | - | - | -- | -- | --- | - |
| Fehéroroszország | 3 | 2  | 1 | 0 | 14 | 4  | +10 | 5 |
| Németország      | 3 | 2  | 0 | 1 | 7  | 9  | –2  | 4 |
| Franciaország    | 3 | 1  | 0 | 2 | 5  | 8  | –3  | 2 |
| Japán            | 3 | 0  | 1 | 2 | 5  | 10 | –5  | 1 |

| 1998. február 7. | Franciaország (FRA) | 0 – 4 (0–1, 0–1, 0–2) | Fehéroroszország | The Big Hat/ Aqua Wing Arena, Nagano Nézőszám: 3419 |

|  |  |  |  |  |
|  |  |  |  |  |
|  |  |  |  |  |
|  |  |  |  |  |

| 1998. február 9. | Japán (JPN) | 2 – 5 (2–1, 0–1, 0–3) | Franciaország | The Big Hat/ Aqua Wing Arena, Nagano Nézőszám: 9930 |

|  |  |  |  |  |
|  |  |  |  |  |
|  |  |  |  |  |
|  |  |  |  |  |

| 1998. február 10. | Franciaország (FRA) | 0 – 2 (0–0, 0–1, 0–1) | Németország | The Big Hat/ Aqua Wing Arena, Nagano Nézőszám: 3916 |

|  |  |  |  |  |
|  |  |  |  |  |
|  |  |  |  |  |
|  |  |  |  |  |

A 11. helyért
| 1998. február 12. | Franciaország (FRA) | 5 – 1 (1–0, 0–0, 4–1) | Olaszország | The Big Hat/ Aqua Wing Arena, Nagano Nézőszám: 8854 |

|  |  |  |  |  |
|  |  |  |  |  |
|  |  |  |  |  |
|  |  |  |  |  |

| Csapat        | Helyezés |
| ------------- | -------- |
| Franciaország | 11.      |

## Műkorcsolya
| Versenyző                           | Versenyszám  | Rövid program     | Rövid program | Rövid program | Kűr               | Kűr   | Kűr         | Összesítés         | Összesítés |
| Versenyző                           | Versenyszám  | Több. hely. száma | Hely.         | Hely. pont.   | Több. hely. száma | Hely. | Hely. pont. | Helyezési pontszám | Helyezés   |
| ----------------------------------- | ------------ | ----------------- | ------------- | ------------- | ----------------- | ----- | ----------- | ------------------ | ---------- |
| Philippe Candeloro                  | Férfi egyéni | 7×5+              | 5.            | 2,5           | 8×3+              | 2.    | 2,0         | 4,5                |            |
| Vanessa Gusmeroli                   | Női egyéni   | 6×8+              | 8.            | 4,0           | 8×6+              | 6.    | 6,0         | 10,0               | 6.         |
| Surya Bonaly                        | Női egyéni   | 7×6+              | 6.            | 3,0           | 5×10+             | 11.   | 11,0        | 14,0               | 10.        |
| Laetitia Hubert                     | Női egyéni   | 6×12+             | 12.           | 6,0           | 5×20+             | 21.   | 21,0        | 27,0               | 20.        |
| Sarah Abitbol Stéphane Bernadis     | Páros        | 7×7+              | 7.            | 3,5           | 7×6+              | 6.    | 6,0         | 9,5                | 6.         |
| Sabrina Lefrançois Nicolas Osseland | Páros        | 6×17+             | 17.           | 8,5           | 8×17+             | 17.   | 17,0        | 25,5               | 17.        |

| Versenyző                          | Versenyszám | Kötelező tánc 1   | Kötelező tánc 1 | Kötelező tánc 1 | Kötelező tánc 2   | Kötelező tánc 2 | Kötelező tánc 2 | Eredeti (original) tánc | Eredeti (original) tánc | Eredeti (original) tánc | Kűr               | Kűr   | Kűr         | Összesítés         | Összesítés |
| Versenyző                          | Versenyszám | Több. hely. száma | Hely.           | Hely. pont.     | Több. hely. száma | Hely.           | Hely. pont.     | Több. hely. száma       | Hely.                   | Hely. pont.             | Több. hely. száma | Hely. | Hely. pont. | Helyezési pontszám | Helyezés   |
| ---------------------------------- | ----------- | ----------------- | --------------- | --------------- | ----------------- | --------------- | --------------- | ----------------------- | ----------------------- | ----------------------- | ----------------- | ----- | ----------- | ------------------ | ---------- |
| Marina Anissina Gwendal Peizerat   | Jégtánc     | 7×3+              | 3.              | 0,6             | 6×3+              | 3.              | 0,6             | 6×3+                    | 3.                      | 1,8                     | 8×4+              | 4.    | 4,0         | 7,0                |            |
| Sophie Moniotte Pascal Lavanchy    | Jégtánc     | 9×10+             | 10.             | 2,0             | 7×10+             | 10.             | 2,0             | 5×11+                   | 12.                     | 7,2                     | 5×11+             | 11.   | 11,0        | 22,2               | 11.        |
| Dominique Deniaud Martial Jaffredo | Jégtánc     | 7×21+             | 20.             | 4,0             | 5×21+             | 21.             | 4,2             | 8×22+                   | 21.                     | 12,6                    | 6×20+             | 20.   | 20,0        | 40,8               | 20.        |

## Rövidpályás gyorskorcsolya
Férfi
| Versenyző       | Versenyszám | Előfutam | Előfutam | Negyeddöntő | Negyeddöntő | Elődöntő | Elődöntő | B döntő | B döntő | Döntő   | Döntő   | Helyezés |
| Versenyző       | Versenyszám | Idő      | Hely.    | Idő         | Hely.       | Idő      | Hely.    | Idő     | Hely.   | Idő     | Hely.   | Helyezés |
| --------------- | ----------- | -------- | -------- | ----------- | ----------- | -------- | -------- | ------- | ------- | ------- | ------- | -------- |
| Bruno Loscos    | 500 m       | 43,725   | 3.       | kiesett     | kiesett     | kiesett  | kiesett  | kiesett | kiesett | kiesett | kiesett | 18.      |
| Bruno Loscos    | 1000 m      | 1:30,805 | 3.       | kiesett     | kiesett     | kiesett  | kiesett  | kiesett | kiesett | kiesett | kiesett | 17.      |
| Ludovic Mathieu | 500 m       | 43,767   | 4.       | kiesett     | kiesett     | kiesett  | kiesett  | kiesett | kiesett | kiesett | kiesett | 25.      |
| Ludovic Mathieu | 1000 m      | 1:36,076 | 4.       | kiesett     | kiesett     | kiesett  | kiesett  | kiesett | kiesett | kiesett | kiesett | 28.      |

## Síakrobatika
Ugrás
| Versenyző            | Versenyszám | Selejtező | Selejtező | Döntő   | Döntő    |
| Versenyző            | Versenyszám | Pont      | Helyezés  | Pont    | Helyezés |
| -------------------- | ----------- | --------- | --------- | ------- | -------- |
| Jean-Damien Climonet | Férfi       | 186,81    | 16.       | kiesett | kiesett  |
| Sébastien Foucras    | Férfi       | 200,27    | 12.       | 248,79  |          |

Mogul
| Versenyző                | Versenyszám | Selejtező     | Selejtező     | Döntő         | Döntő         |
| Versenyző                | Versenyszám | Pont          | Helyezés      | Pont          | Helyezés      |
| ------------------------ | ----------- | ------------- | ------------- | ------------- | ------------- |
| Olivier Cotte            | Férfi       | 23,46         | 20.           | kiesett       | kiesett       |
| Thony Hemery             | Férfi       | 25,06         | 6.            | nem ért célba | nem ért célba |
| Fabrice Ougier           | Férfi       | 24,26         | 11.           | 24,22         | 12.           |
| Julien Regnier-Lafforgue | Férfi       | 24,20         | 12.           | 24,64         | 11.           |
| Candice Gilg             | Női         | nem ért célba | nem ért célba | kiesett       | kiesett       |

## Sífutás
Férfi
| Versenyző                                                  | Versenyszám         | Eredmény      | Helyezés      |
| ---------------------------------------------------------- | ------------------- | ------------- | ------------- |
| Hervé Balland                                              | 50 km               | 2:11:55,9     | 14.           |
| Patrick Remy                                               | 10 km               | 28:55,2       | 20.*          |
| Patrick Remy                                               | 15 km üldözőverseny | 43:56,8       | 30.           |
| Patrick Remy                                               | 30 km               | nem ért célba | nem ért célba |
| Philippe Sanchez                                           | 10 km               | 31:03,5       | 59.           |
| Vincent Vittoz                                             | 10 km               | 29:03,5       | 24.           |
| Vincent Vittoz                                             | 15 km üldözőverseny | 42:31,9       | 19.           |
| Vincent Vittoz                                             | 50 km               | 2:14:16,2     | 21.           |
| Vincent Vittoz Patrick Remy Hervé Balland Philippe Sanchez | 4 × 10 km váltó     | 1:45:00,2     | 13.           |

Női
| Versenyző                                                                        | Versenyszám         | Eredmény  | Helyezés |
| -------------------------------------------------------------------------------- | ------------------- | --------- | -------- |
| Anne-Laure Condevaux                                                             | 5 km                | 20:21,2   | 64.      |
| Karine Philippot                                                                 | 5 km                | 19:38,6   | 52.      |
| Karine Philippot                                                                 | 10 km üldözőverseny | 32:00,3   | 33.      |
| Karine Philippot                                                                 | 30 km               | 1:29:51,6 | 22.      |
| Annick Vaxelaire-Pierrel                                                         | 5 km                | 19:33,4   | 49.      |
| Annick Vaxelaire-Pierrel                                                         | 10 km üldözőverseny | 32:20,0   | 37.      |
| Annick Vaxelaire-Pierrel                                                         | 15 km               | 52:30,1   | 45.      |
| Sophie Villeneuve                                                                | 5 km                | 19:05,5   | 32.      |
| Sophie Villeneuve                                                                | 10 km üldözőverseny | 31:31,5   | 27.      |
| Sophie Villeneuve                                                                | 30 km               | 1:28:57,8 | 17.      |
| Sophie Villeneuve Annick Vaxelaire-Pierrel Anne-Laure Condevaux Karine Philippot | 4 × 5 km váltó      | 58:27,7   | 11.      |

* - egy másik versenyzővel azonos eredményt ért el

## Síugrás
| Versenyző      | Versenyszám | 1. ugrás | 1. ugrás | 2. ugrás | 2. ugrás | Összesítés | Összesítés |
| Versenyző      | Versenyszám | Pont     | Hely.    | Pont     | Hely.    | Pont       | Helyezés   |
| -------------- | ----------- | -------- | -------- | -------- | -------- | ---------- | ---------- |
| Nicolas Dessum | Normálsánc  | 101,5    | 15.*     | 100,5    | 18.      | 202,0      | 16.        |
| Nicolas Dessum | Nagysánc    | 113,3    | 10.      | 115,2    | 18.      | 228,5      | 16.        |
| Jérôme Gay     | Normálsánc  | 82,0     | 37.      | kiesett  | kiesett  | kiesett    | kiesett    |
| Jérôme Gay     | Nagysánc    | 107,9    | 17.      | 111,4    | 20.      | 219,3      | 21.        |

* - egy másik versenyzővel azonos eredményt ért el

## Snowboard
Halfpipe
| Versenyző               | Versenyszám | 1. selejtező | 1. selejtező | 2. selejtező | 2. selejtező | Döntő      | Döntő      | Döntő   | Helyezés |
| Versenyző               | Versenyszám | Pont         | Hely.        | Pont         | Hely.        | 1. forduló | 2. forduló | Össz.   | Helyezés |
| ----------------------- | ----------- | ------------ | ------------ | ------------ | ------------ | ---------- | ---------- | ------- | -------- |
| Jean Baptiste Charlet   | Férfi       | 31,3         | 29.          | 39,6         | 5.           | 35,8       | 37,6       | 73,4    | 12.      |
| Guillaume Chastagnol    | Férfi       | 40,2         | 2.           |              |              | 37,8       | 40,5       | 78,3    | 5.       |
| Jonathan Collomb-Patton | Férfi       | 38,2         | 8.           |              |              | 36,2       | 39,3       | 75,5    | 10.      |
| Tony Vannucci Roos      | Férfi       | 36,2         | 14.          | 35,8         | 17.*         | kiesett    | kiesett    | kiesett | 25.      |
| Doriane Vidal           | Női         | 27,2         | 17.          | 32,1         | 8.           | kiesett    | kiesett    | kiesett | 12.      |

Giant slalom
| Versenyző         | Versenyszám | 1. futam | 1. futam | 2. futam      | 2. futam      | Összesítés | Összesítés |
| Versenyző         | Versenyszám | Idő      | Hely.    | Idő           | Hely.         | Idő        | Helyezés   |
| ----------------- | ----------- | -------- | -------- | ------------- | ------------- | ---------- | ---------- |
| Mathieu Bozzetto  | Férfi       | 59,83    | 7.       | 1:04,74       | 6.            | 2:04,57    | 5.         |
| Nicolas Conte     | Férfi       | 59,69    | 6.       | nem ért célba | nem ért célba | kiesett    | kiesett    |
| Maxence Idesheim  | Férfi       | 1:00,75  | 12.      | 1:04,77       | 7.            | 2:05,52    | 8.         |
| Christophe Ségura | Férfi       | 59,59    | 5.       | 1:09,27       | 18.           | 2:08,86    | 12.        |
| Charlotte Bernard | Női         | 1:14,43  | 11.      | 1:14,30       | 18.           | 2:28,73    | 16.        |
| Isabelle Blanc    | Női         | 1:11,28  | 2.       | kizárták      | kizárták      | kiesett    | kiesett    |
| Nathalie Desmares | Női         | 1:21,43  | 21.      | 1:08,42       | 10.           | 2:29,85    | 17.        |
| Karine Ruby       | Női         | 1:09,33  | 1.       | 1:08,01       | 6.            | 2:17,34    |            |

* - egy másik versenyzővel azonos eredményt ért el